# Imporcitor typicus
Imporcitor typicus är en insektsart som beskrevs av William Lucas Distant. Imporcitor typicus ingår i släktet Imporcitor och familjen hornstritar. Inga underarter finns listade i Catalogue of Life.